# Třebsín
Třebsín (Duits: Trebsin), vroeger ook Třebšín, Třepšín of Tržepschin, is een Tsjechische plaats in de gemeente Krňany, regio Midden-Bohemen, en maakt deel uit van het district Benešov. Het dorp ligt op 2,5 kilometer afstand van Krňany.
Třebsín telt 226 inwoners (2021).

## Geografie
Třebsín ligt vlak bij de samenvloeiing van de rivieren de Moldau en Sázava.
Tot Třebsín behoren tevens de gehuchten Závist en Norbertinka.

## Geschiedenis
De eerste schriftelijke vermelding van het dorp dateert van 1310,, maar mogelijk werd het dorp al rond 999 gesticht. In de eerste eeuwen na de stichting was Třebsín in handen van het Johannes de Doperklooster in Ostrov.
In 1927 en 1928 werden de eerste zogeheten trampingkampen in en nabij Třebsín opgericht (Club Údolí Ticha, Údolí Sporů en Slavia) in de vallei bij de rivier de Sázava. Later ontstonden de kampen Úsvit (1956) en Zahrádky (1976). Deze kampen waren bedoeld voor personen met een interesse in houtbewerking, wandelsport en padvinderij.
Tijdens de Tweede Wereldoorlog was het dorp onderdeel van het militaire oefenterrein van de Waffen-SS Benešov. Op 15 september 1942 moesten de inwoners daarom noodgedwongen hun huizen verlaten. 
In 1996 werd Třebsín, samen met Krňany, ingedeeld bij het district Benešov.

## Voorzieningen en evenementen
In het dorp is een vrijwillig brandweerkorps actief. De brandweerkazerne wordt gedeeld met het gebouw van de bibliotheek. Verder zijn er twee restaurants te vinden en een boerderij met biologische landbouwproducten genaamd Usedlost Medník.

## Verkeer en vervoer

### Autowegen
Er leidt een regionale weg naar het dorp (weg III/106), die Třebsín verbindt met Štěchovice enerzijds en Kamenný Přívoz anderzijds. 

### Spoorlijnen
Er is geen station in Třebsín. Het dichtstbijzijnde station is in Kamenný Přívoz, op zo'n acht kilometer afstand. Dat station ligt aan spoorlijn 210 Praag - Vrané nad Vltavou - Jílové u Prahy - Týnec nad Sázavou - Čerčany. Het vervoer op de lijn begon in 1897.

### Buslijnen
Er is één bushalte in het dorp en één bushalte in het tot het dorp behorende gehucht Závist:
| Halte                   | Lijn | Traject             | Vervoerder   |
| ----------------------- | ---- | ------------------- | ------------ |
| Krňany, Rozchod Třebsín | 438  | Benešov - Hradištko | CŠAD Benešov |
| Krňany, Závist          | 438  | Benešov - Hradištko | CŠAD Benešov |

## Bezienswaardigheden
- Dorpskapel met klokkentoren uit de tweede helft van de 18e eeuw;
- Monument voor slachtoffers van de Eerste Wereldoorlog;[3]
- Beeld van een watergeest.

## Geboren in Třebsín
- Augustin Přeučil (1914–1947), soldaat, Gestapo-agent en lid van de RAF

## Galerij

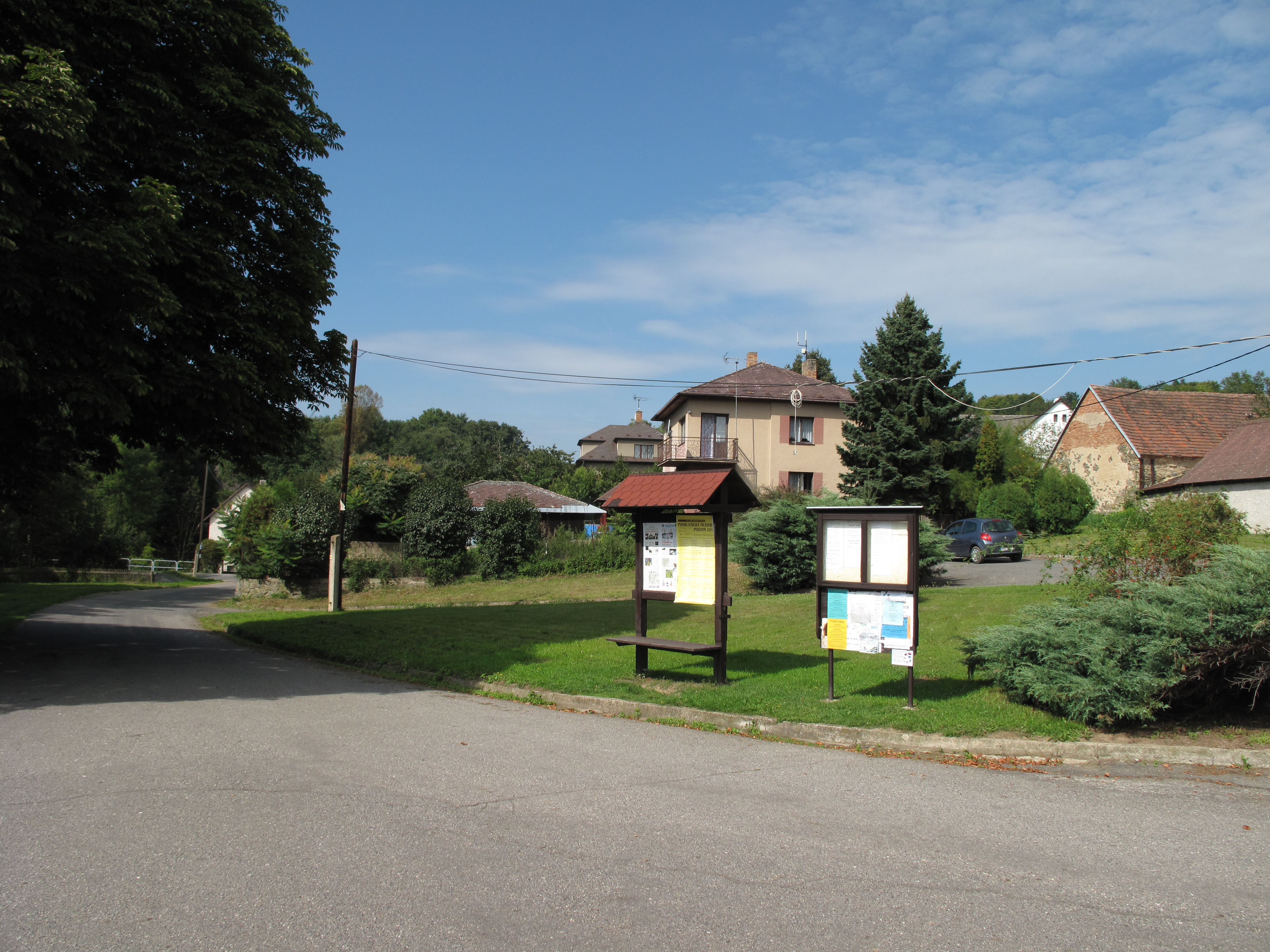
Dorpsgezicht (2014)
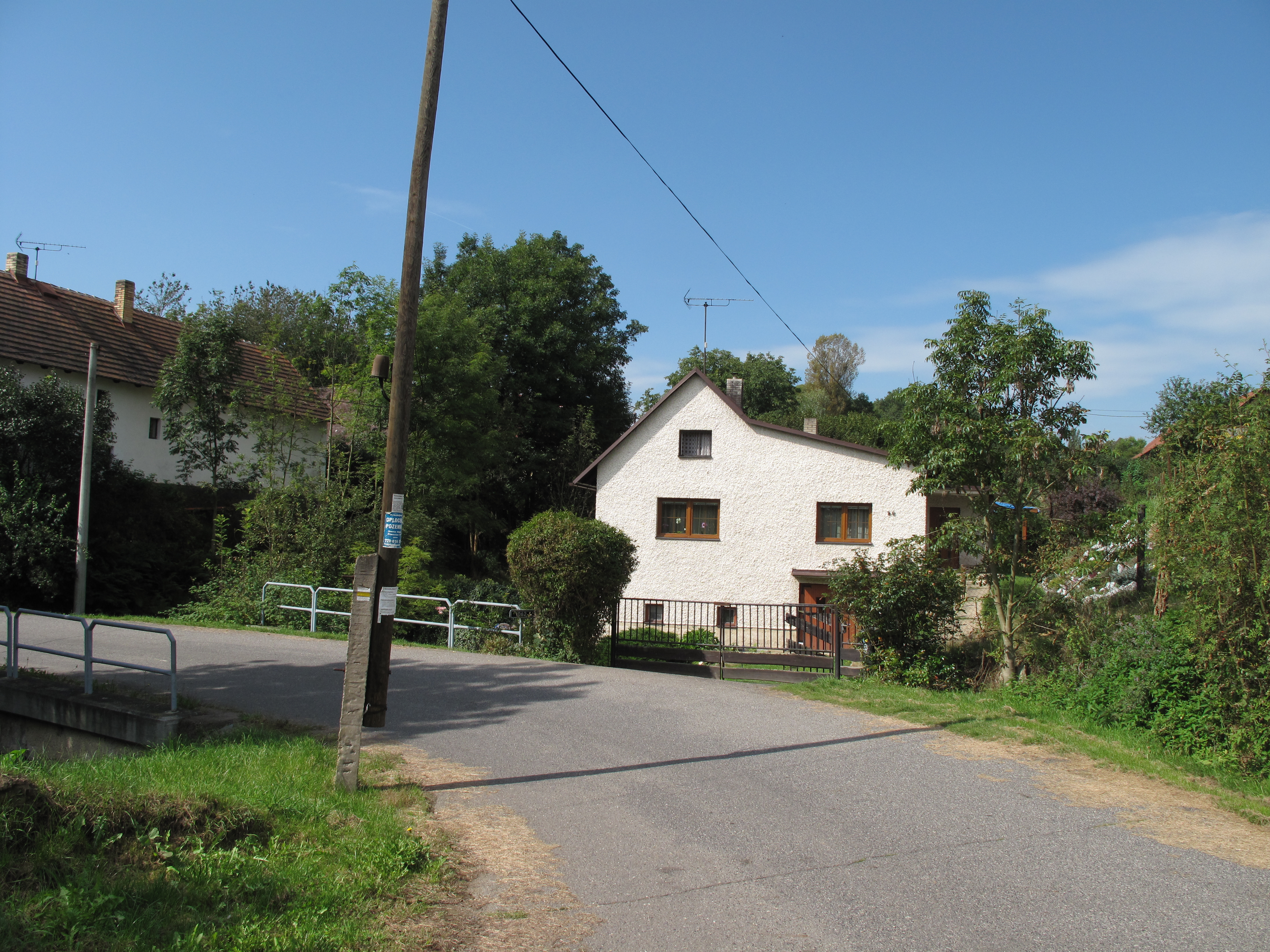
Huis in het dorp (2014)
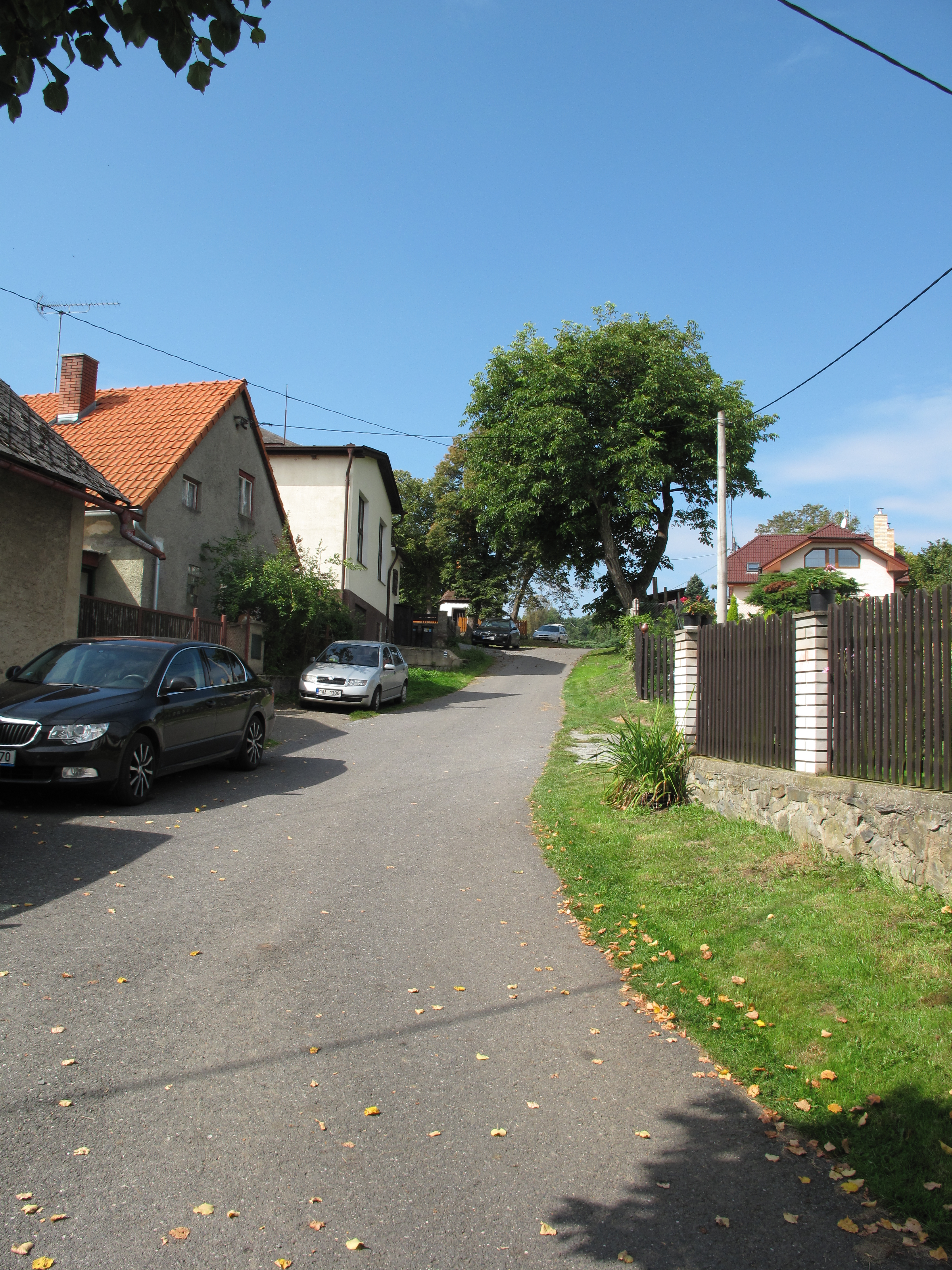
Straat in het dorp (2014)
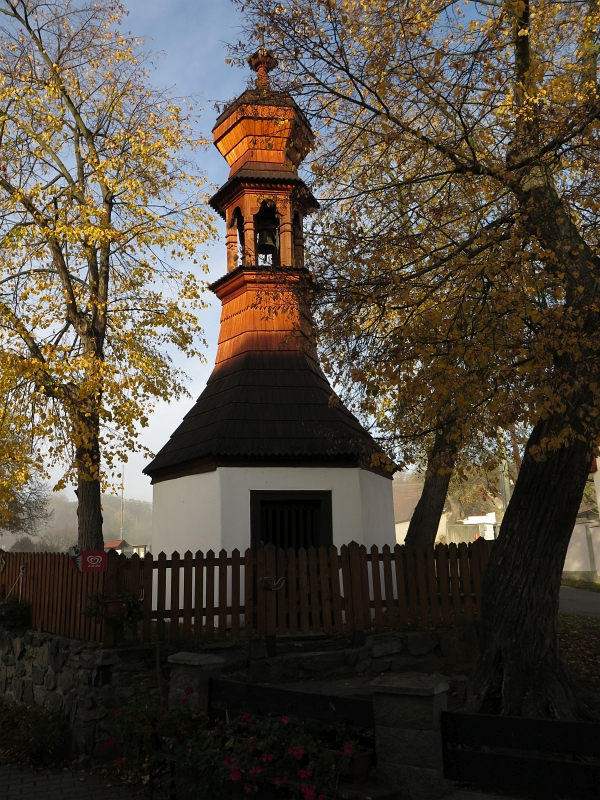
Dorpskapel (2018)
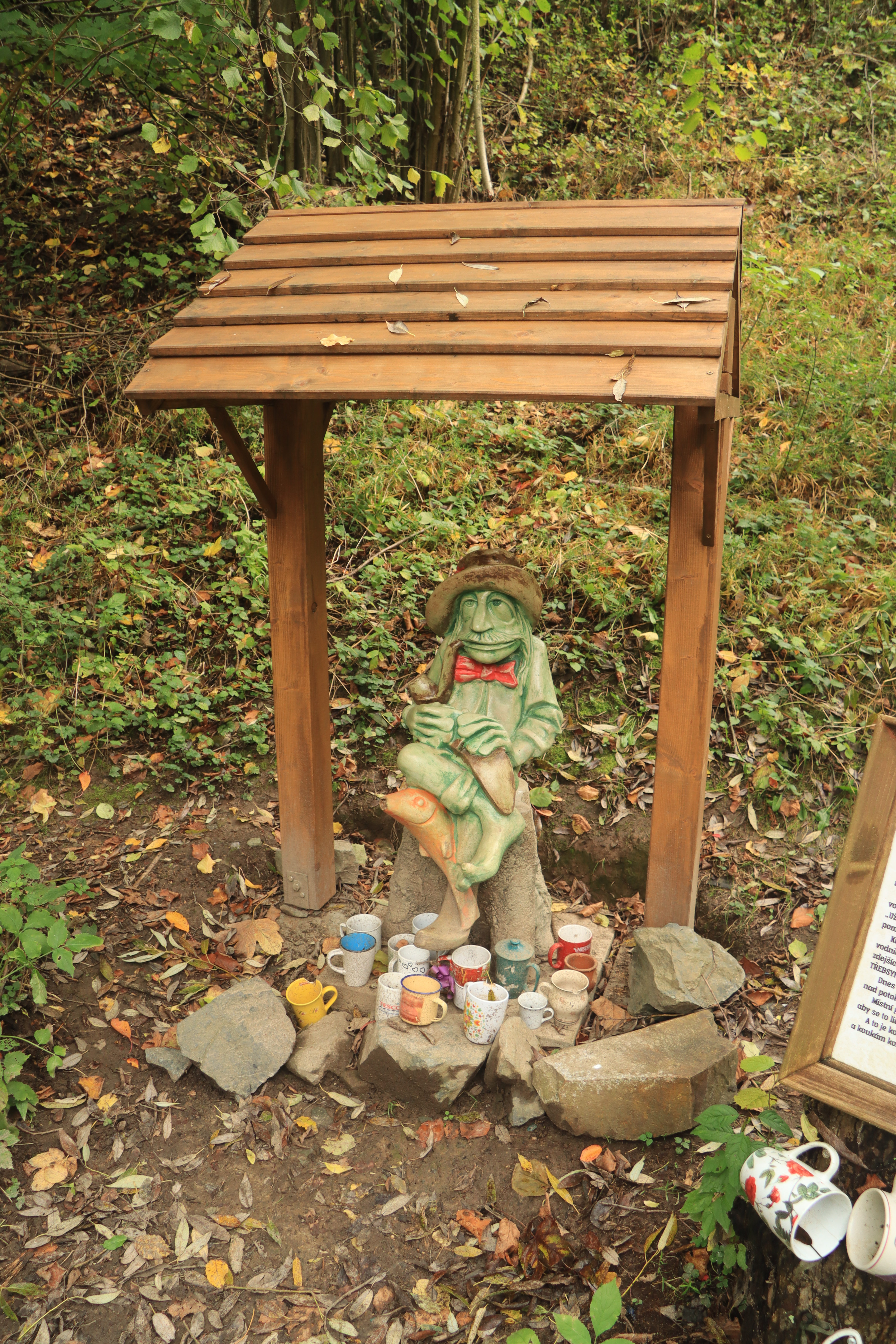
Beeld van watergeest (2020)
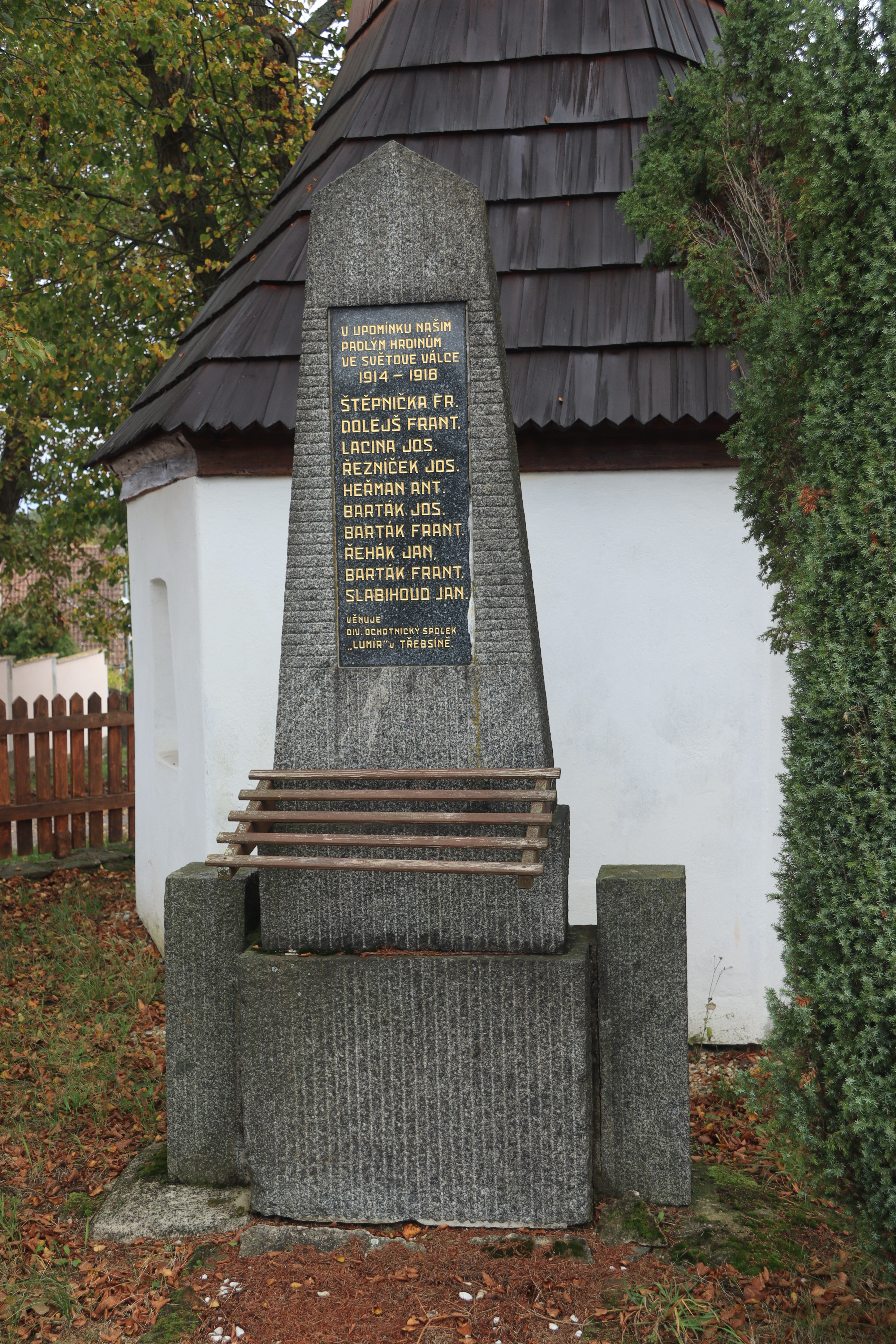
Oorlogsmonument (2020)